# Vrbovka růžová
Vrbovka růžová (Epilobium roseum) je druh rostliny z čeledi pupalkovité (Onagraceae).

## Popis
Jedná se o vytrvalou rostlinu dosahující výšky nejčastěji 20–90 cm. Oddenky jsou poměrně krátké, koncem léta se vytváří turiony, které později vystupují na povrch, zezelenají a vyvíjí se v malé listové růžice. Lodyha bohatě větvená (řidčeji skoro jednoduchá), dole lysá nebo skoro lysá, v horní části přitiskle pýřitá s odstálými žláznatými chlupy, od listů sbíhají 2 úzké linie. Dolní listy jsou vstřícné, ve střední a horní části pak střídavé, relativně dlouze řapíkaté, řapíky 5–20 mm dlouhé. Čepele jsou nejčastěji kopinaté až vejčitě kopinaté, nejčastěji tmavě zelené, asi 3–8 cm dlouhé a 1,5–3,5 cm široké, na okraji jemně pilovité, na každé straně s 10–70 zuby. Květy jsou uspořádány v květenstvích, vrcholových hroznech a vyrůstají z paždí listenu. Květy jsou čtyřčetné, kališní lístky jsou 4, nejčastěji 3–3,5 mm dlouhé. Korunní lístky jsou taky 4, jsou nejčastěji 4–6 mm dlouhé, na vrcholu mělce vykrojené, bělavé, později bledě růžové s tmavšími žilkami. Ve střední Evropě kvete nejčastěji v červenci až v září. Tyčinek je 8 ve 2 kruzích. Semeník se skládá ze 4 plodolistů, je spodní, čnělka je přímá, blizna je celistvá, kyjovitá. Plodem je asi 4–6 cm dlouhá tobolka, je přitiskle pýřitá s odstálými žláznatými chlupy, v obrysu čárkovitého tvaru, čtyřhranná a čtyřpouzdrá, otvírá se 4 chlopněmi, obsahuje mnoho semen. Semena jsou cca 0,9–1 mm dlouhá, na vrcholu s chmýrem a osemení je hustě papilnaté. Počet chromozómů je 2n=36.

## Rozšíření ve světě
Vrbovka růžová je rozšířena ve velké části Evropy, na sever až po jižní Skandinávii, roste i ve Velké Británii a Irsku. V jižní Evropě se vyskytuje jen málo, skoro chybí na Pyrenejském poloostrově. Na východ je rozšířena i v evropské části Ruska přibližně po řeku Don, v Malé Asii na Kavkaze, další enklávy výskytu jsou i dále v Asii včetně Číny. Zavlečena do Severní Ameriky.

## Rozšíření v Česku
V ČR se vyskytuje roztroušeně od nížin do nižších horských poloh. Nejčastěji ji najdeme na rumištích, podél struh a potoků a v rákosinách.